# 库克斯塞
库克斯塞（德語：Kuckssee，意译为库克斯湖）是德国梅克伦堡-前波美拉尼亚州的市镇，隶属于梅克伦堡湖区县，名称来源于同名的库克斯湖，总面积为19.19平方千米，截至2020年总人口为523人。